# Жан Бюте
Жан Бюте (фр. Jean Butez, нар. 8 червня 1995, Лілль) — французький футболіст, воротар бельгійського клубу «Антверпен».
Виступав, зокрема, за клуби «Лілль-2» та «Рояль Ексель Мускрон».
Володар Кубка Бельгії. Чемпіон Бельгії. Володар Суперкубка Бельгії.

## Ігрова кар'єра
Народився 8 червня 1995 року в місті Лілль. Вихованець футбольної школи клубу «Лілль».
У дорослому футболі дебютував 2013 року виступами за команду «Лілль-2», в якій провів чотири сезони, взявши участь у 81 матчі чемпіонату. Більшість часу, проведеного у складі другої команди «Лілля», був основним голкіпером команди.
Своєю грою за цю команду привернув увагу представників тренерського штабу клубу «Рояль Ексель Мускрон», до складу якого приєднався 2017 року. Відіграв за мускронську команду наступні три сезони своєї ігрової кар'єри.
До складу клубу «Антверпен» приєднався 2020 року. Станом на 28 жовтня 2023 року відіграв за команду з Антверпена 115 матчів в національному чемпіонаті.

## Титули і досягнення
- Володар Кубка Бельгії (1):

«Антверпен»: 2022-2023
- Чемпіон Бельгії (1):

«Антверпен»: 2022-2023
- Володар Суперкубка Бельгії (1):

«Антверпен»: 2023